# Torcetti
I torcetti (torcèt in piemontese), torcets in francese, anticamente torchietti, sono biscotti tradizionali riconosciuti come Prodotto Agroalimentare Tradizionale (P.A.T.) italiano.

## Origine
I torcetti erano un tempo più grandi di quelli attualmente commercializzati e venivano cotti nel forno comune del paese mentre si aspettava che questo raggiungesse una temperatura sufficientemente alta per infornare il pane.
Il nome deriva dalla forma ritorta dei biscotti, che rappresentano una variante dolce dei grissini.

## Diffusione
Vengono prodotti in Piemonte, in particolare nelle Valli di Lanzo, nel Torinese, nel Canavese e nel Biellese.
Molto noti sono anche i torcetti di Saint-Vincent, prodotti in Valle d'Aosta.

## Tipologie
I torcetti prodotti nelle valli di Lanzo e nel Canavese occidentale sono più sottili, con la superficie caramellata, una pasta più bianca e un contenuto relativamente basso di burro; quelli prodotti nel Biellese e nei pressi della Serra di Ivrea sono invece più spessi, con una pasta più scura e ricca di burro ma di un colore esterno più chiaro.

## Preparazione
Gli ingredienti vengono impastati per ottenere un insieme omogeneo che viene tirato in bastoncini della lunghezza di circa 10 centimetri. Le due estremità del bastoncino vengono quindi unite e i biscotti vengono pennellati con acqua e spolverati di zucchero. Segue una lievitazione di circa due ore, dopo la quale sono cotti in forno per una ventina di minuti. I torcetti vengono infine confezionati in sacchetti di plastica o in scatole di cartone.

## Abbinamenti
I torcetti possono essere accompagnati da spumanti come l'Asti o da un passito, come ad esempio il passito di Caluso.

## Galleria d'immagini

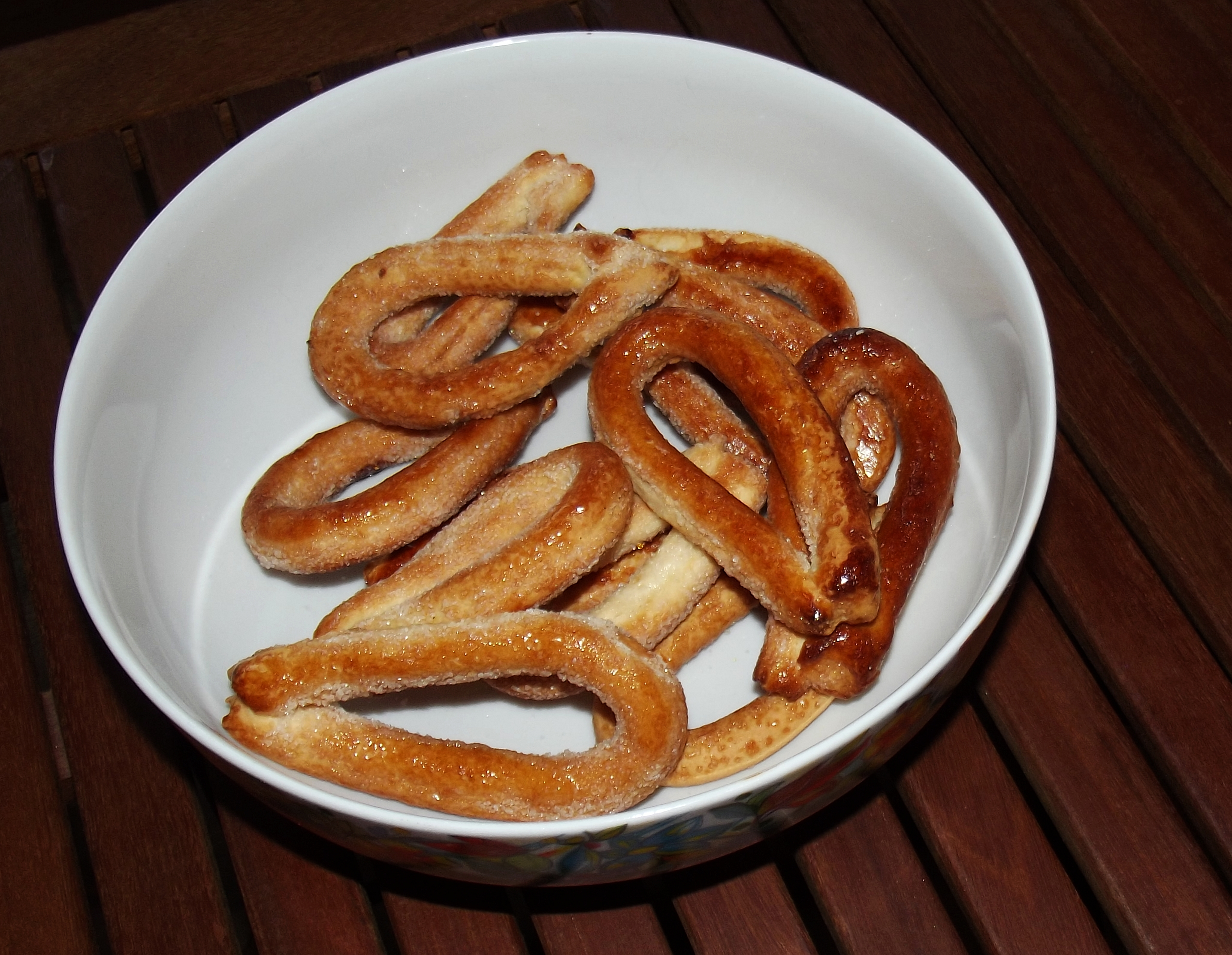
Torcetti di Lanzo Torinese
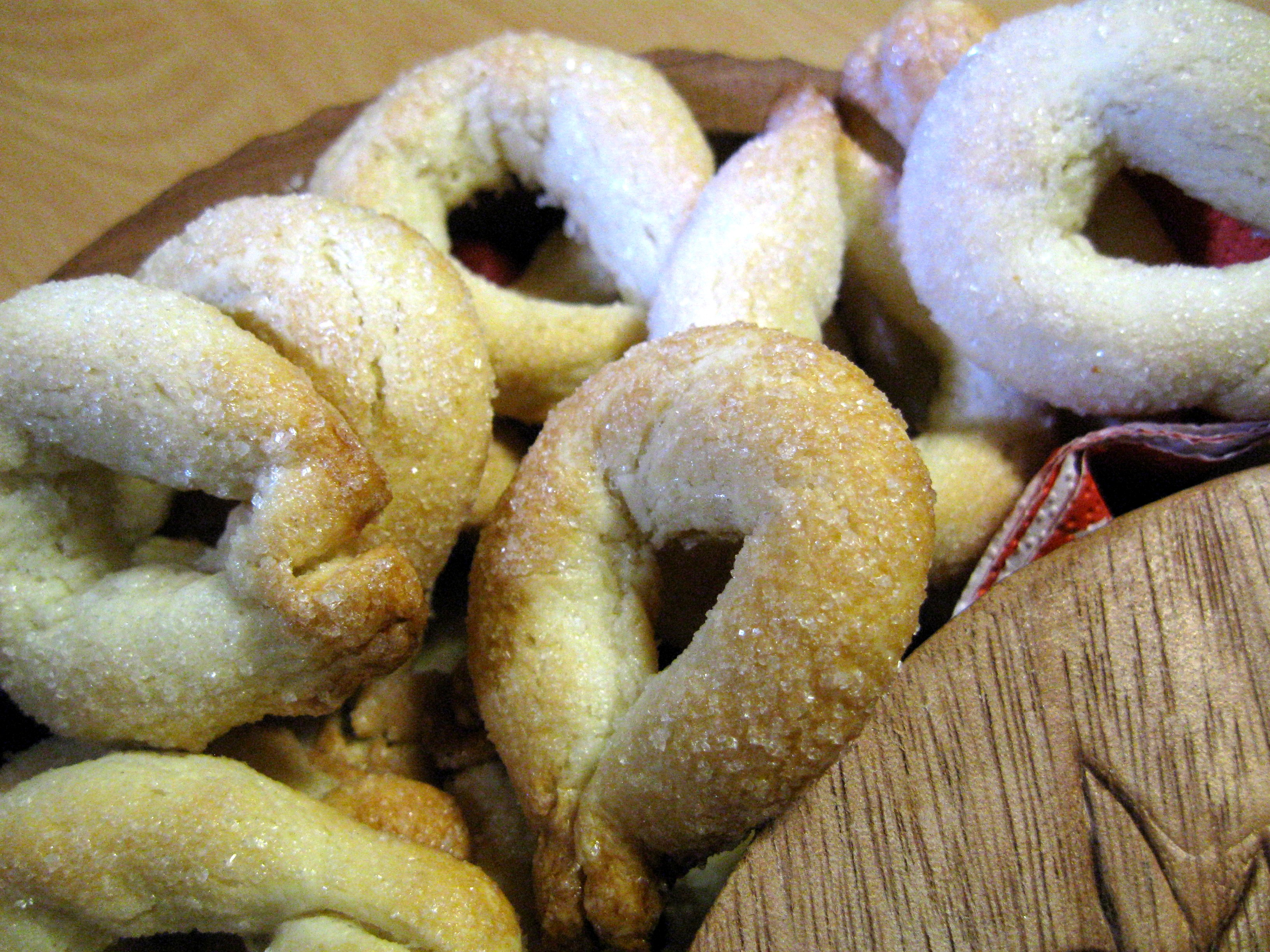
Torcetti di Saint-Vincent fatti in casa